# Otwórz oczy (singel)
Otwórz oczy – singel Gosi Andrzejewicz z 2009 roku, oraz wydany w odnowionej wersji 10 grudnia 2021 roku.

## Informacje ogólne
Piosenkę napisali Gosia Andrzejewicz i Artur „St0ne” Kamiński, który również wyprodukował utwór. Singel miał swoją premierę 18 maja 2009 na antenie Radio Eska jako pierwszy zwiastun albumu Wojowniczka. Piosenka dotarła m.in. do 1. miejsca Codziennej Listy Przebojów w Radio Bielsko.
Teledysk do piosenki został nakręcony we Wrocławiu na terenie Wytwórni Filmów Fabularnych w realizacji Grupy 13. Premiera klipu odbyła się 15 lipca 2009 na portalu interia.pl.

## Pozycje na listach
| Lista                     | Pozycja |
| ------------------------- | ------- |
| Codzienna Lista Przebojów | 1       |
| Poplista                  | 2       |